# Город федерального значения
Город федерального значения — город, являющийся отдельным субъектом Российской Федерации, а не частью субъекта.
Согласно Конституции Российской Федерации (ст. 65), такой статус имеют три города: Москва, Санкт-Петербург и Севастополь; заявленный Россией статус последнего как территории РФ не признан большей частью международного сообщества. На данные города приходится 0,03 % территории страны, но 13,21 % её населения и около четверти ВВП. Первые два города в разное время выполняли или выполняют функции столиц Российского государства.
Кроме того, согласно Соглашению между Российской Федерацией и Республикой Казахстан, статусом, соответствующим городу федерального значения Российской Федерации, в отношениях с Российской Федерацией на период аренды ею комплекса космодрома Байконур (до 2050 года) наделяется город Байконур (город областного подчинения Кызылординской области Республики Казахстан), однако частью России он при этом не является — договор прямо определяет город как административную единицу Казахстана, хотя и функционирующую в условиях аренды.

## История
Предшественниками городов федерального значения примерно можно считать градоначальства Российской империи — города с прилегающими землями, выделенные из губерний вследствие их особого значения или географического положения, и непосредственно подчинявшиеся министру внутренних дел, морскому министру и другим. После Февральской революции градоначальства подверглись преобразованию, а после Октябрьской революции — ликвидированы (чаще всего преобразовывались в уезды или округа).
В 1931 году два крупных города СССР — Москва (16 июня) и Ленинград (3 декабря) — были вновь выделены в отдельные административные единицы, называемые города республиканского подчинения. В 1943 году к категории городов республиканского подчинения были отнесены Свердловск, Челябинск, Молотов, Новосибирск, Саратов, Куйбышев и Горький, в 1945 году — Сталинград и Ростов-на-Дону, в 1947 году — Омск, в 1948 году — Сочи и Севастополь, в 1951 году — Красноярск. Севастополь в 1954 году был передан из состава РСФСР в состав УССР, а города Горький, Красноярск, Куйбышев, Новосибирск, Омск, Пермь, Ростов-на-Дону, Саратов, Свердловск, Сочи, Сталинград и Челябинск были лишены статуса городов республиканского подчинения РСФСР и переданы в соответствующие краевые и областные подчинения в 1958 году. К моменту распада СССР в составе РСФСР числилось лишь два города республиканского подчинения — Москва и Ленинград, которому в 1991 году было возвращено историческое название Санкт-Петербург. 31 марта 1992 года оба города вместе с остальными российскими регионами подписали Федеративный договор. В январе 1993 года Москва и Санкт-Петербург получили статус городов федерального значения. Действующей Конституцией Российской Федерации, принятой 12 декабря 1993 года, города федерального значения определены как одна из разновидностей субъектов Российской Федерации.

### Байконур
Город Байконур в отношениях с Россией обладает статусом, который соответствует статусу города федерального значения России — по совместному российско-казахстанскому соглашению; в Казахской ССР город был отнесён к категории городов республиканского подчинения 22 июля 1987 года.

### История статуса и аналоги вСНГ
Практика выделения крупных (как правило столичных) городов из окружающих их областей получила широкое распространение в СССР. При этом с 1954 года лишь в РСФСР и УССР количество таких городов стабильно превышало 1. В остальных республиках их количество не превышало 1. Особая ситуация сложилась с Севастополем, который после 1948 года фактически стал городом всесоюзного подчинения.
При этом следует учитывать то обстоятельство, что в целом ряде союзных республик вообще не существовало областного деления либо сосуществовали в рамках одной республики и регионы с областным (АССР, АО) статусом, при этом остальная часть республики была т. н. «районами республиканского подчинения», поэтому в Эстонской ССР, Латвийской ССР, Литовской ССР, Молдавской ССР, Грузинской ССР, Азербайджанской ССР, Армянской ССР, Киргизской ССР, Таджикской ССР к категории «городов республиканского подчинения» относились все крупные города указанных республик.
В остальных республиках бывшего Союза ССР ситуация с городами сложилась по-разному. Так, в Азербайджане, Белоруссии, Казахстане, Кыргызстане, Таджикистане, Туркменистане, Узбекистане и на Украине фактически сохранилась советская система категорий городов. Целый ряд городов при этом был выделен из состава областей в самостоятельные единицы уже новыми властями по отработанной советской властью схеме (Алма-Ата, Астана и Шымкент в Казахстане, Бишкек и Ош в Кыргызстане, Душанбе в Таджикистане, Ашхабад в Туркменистане). В России новых городов федерального значения в этот период не возникло, за исключением ситуации с аннексией Севастополя, который уже имел данный статус ранее. Попытки придания Новосибирску, Екатеринбургу, Сочи и некоторым другим городам такого статуса и выведения их из областного (краевого) подчинения результата не принесли. В 2020 году посёлок городского типа Сириус стал федеральной территорией, сохраняя статус краевого подчинения.

### Севастополь
Конституция УССР 1978 года (в отличие от Конституции РСФСР) не содержала указания на то, что города республиканского подчинения не входят в состав областей. Таким образом, формальный статус таких городов не изменился с принятием в 1978 году новой конституции УССР, а город Севастополь продолжил иметь тот же статус, которым обладал на момент передачи Крымской области в состав УССР. 12 февраля 1991 года город республиканского подчинения Киев был выведен из состава Киевской области. Одновременно с этим была восстановлена Крымская АССР в границах Крымской области, таким образом Севастополь вошёл в состав Республики Крым (Крымской АССР), что было отражено в её конституции 1992 года. В 1996 году была принята новая Конституция Украины, в соответствии с которой Севастополь не входил в состав АР Крым, упоминания о Севастополе были убраны из крымской конституции 1995 года, это же было окончательно зафиксировано в Конституции АР Крым 1998 года. Таким образом, в 1991—2014 годах Украина имела 2 города с особым статусом, имеющих мало общего со статусом российских городов федерального значения касательно осуществления законодательных функций и полномочий самоуправления. При этом Севастополь фактически напрямую управлялся кабинетом министров Украины.
В феврале—марте 2014 года была осуществлена аннексия Крыма Российской Федерацией, Севастополь был объявлен российскими властями городом федерального значения. Аннексия Крыма не получила признания со стороны Украины и большинства других стран-членов ООН.

## Особенности организации местного самоуправления
Города федерального значения заметно отличаются от всех прочих субъектов Российской Федерации действующей в них организацией местного самоуправления. Её специфика объясняется тем, что города федерального значения, представляя собой непрерывную зону сплошной городской застройки в достаточно тесных административных границах, создают сложные условия для становления местной власти. К числу проблем можно отнести чрезвычайно высокую плотность населения, транспортную связанность и вызванную ею повышенную мобильность местных жителей, существование единой сети городской инфраструктуры, трудности в выделении вопросов сугубо местного значения, обилие объектов культурного наследия и т. д.

Хорошо испытанный за рубежом опыт установления «двойного статуса» органов городской власти, когда они одновременно признаются органами государственной власти и органами местного самоуправления, неприемлем с точки зрения российской Конституции. Статья 12 основного закона прямо и недвусмысленно исключает органы местного самоуправления из системы органов государственной власти:
Статья 12. В Российской Федерации признается и гарантируется местное самоуправление. Местное самоуправление в пределах своих полномочий самостоятельно. Органы местного самоуправления не входят в систему органов государственной власти.
Единственной попыткой воплощения концепции единства городской власти в российских реалиях стал в своё время Устав города Москвы, который вплоть до 2001 года предусматривал положение о том, что органы власти города Москвы, включая мэра, правительство и городскую думу, «одновременно являются органами городского (местного) самоуправления и органами государственной власти субъекта Российской Федерации и обладают всеми законодательно установленными полномочиями указанных органов». Однако в 2000 году Верховный суд Российской Федерации признал такую практику не соответствующей предписаниям Конституции, что вынудило московские власти поэтапно отойти от её реализации.
Таким образом, единой общегородской муниципальной власти наподобие той, что функционирует в других крупных городах России, в городах федерального значения быть не может. Между тем требования ст. 12 и ст. 131 Конституции Российской Федерации предполагают осуществление местного самоуправления на всей территории государства, что неоднократно подчёркивал в своих решениях Конституционный суд Российской Федерации.
Выходом из сложившейся ситуации стало образование в составе городов федерального значения внутригородских муниципальных образований, границы которых обычно соответствуют схеме административно-территориального деления города на районы. Однако власть на местах в городах федерального значения заметно отличается от всего того, что можно наблюдать в остальных субъектах Российской Федерации, территория которых тоже делится на множество муниципальных образований. Это выражается в ряде принципов, на которых сегодня зиждется муниципальное устройство городов федерального значения:
- сохранение единства городского хозяйства — организация удовлетворения потребностей населения не на локальном, а на общегородском уровне (водоснабжение, теплоснабжение, городской транспорт и т. д.);
- субсидиарная ответственность органов государственной власти и органов местного самоуправления, предполагающая постоянное взаимодействие и сотрудничество разных уровней власти, а также их унификацию;
- сохранение единства бюджетной системы города — регулирование законами города объёмов доходов местных бюджетов и создание общегородских фондов выравнивания бюджетной обеспеченности муниципальных образований;
- реализация интересов жителей с учётом интересов населения других частей города препятствует получению преимуществ лицами, проживающих в пределах одного внутригородского муниципального образования, в ущерб благополучию городского сообщества в целом.

Указанные принципы обуславливают содержание ст. 79 Федерального закона от 6 октября 2003 года № 131-ФЗ «Об общих принципах организации местного самоуправления в Российской Федерации», закрепляющей особенности организации местного самоуправления в городах федерального значения. В нормах этой статьи прослеживается ряд изъятий из общих правил организации публичной власти на местах:
| Территориальная основа | Местный бюджет | Компетенция | Муниципальное имущество | Система органов местного самоуправления |
| --- | --- | --- | --- | --- |
| Местное самоуправление осуществляется во внутригородских муниципальных образованиях города федерального значения, границы которых устанавливаются и изменяются с учётом мнения населения законами города федерального значения. | Источники доходов местных бюджетов закрепляются законами города федерального значения исходя из необходимости сохранения единства городского хозяйства. Поступления, не отнесённые законом города к источникам доходов местных бюджетов, зачисляются в бюджет города федерального значения. | Вопросы местного значения внутригородских муниципальных образований, а также полномочия по их осуществлению определяются законами города федерального значения исходя из необходимости сохранения единства городского хозяйства. Вопросы местного значения и полномочия, не закреплённые за внутригородскими муниципальными образованиями, пополняют компетенцию органов государственной власти города федерального значения. | Состав муниципального имущества определяется законом города федерального значения в соответствии с федеральным законом и с учётом перечня вопросов местного значения, решаемых органами местного самоуправления. | В соответствии с законами городов федерального значения местная администрация во внутригородских муниципальных образованиях может не формироваться. |

В каждом из трёх существующих ныне городов федерального значения приняты собственные акты, наполняющие реальным содержанием общефедеральные установки.
- Город федерального значения Москва: Устав города Москвы[35], Закон города Москвы от 6 ноября 2002 года № 56 «Об организации местного самоуправления в городе Москве»[36]. В соответствии с этими нормативными документами местное самоуправление в Москве осуществляется в муниципальных округах (125), поселениях (19) и городских округах (2). Два последних вида внутригородских муниципальных образований появились в московском законодательстве после расширения границ города в 2012 году[37]. Подобный статус получили муниципальные образования, ранее входившие в состав Московской области.
- Город федерального значения Санкт-Петербург: Устав города Санкт-Петербурга[38], Закон города Санкт-Петербурга от 23 сентября 2009 года № 420-79 «Об организации местного самоуправления в Санкт-Петербурге»[39]. Местное самоуправление в Санкт-Петербурге осуществляется в 111 внутригородских муниципальных образованиях, среди которых выделяются 81 муниципальный округ, 21 посёлок и 9 городов[40].
- Город федерального значения Севастополь: Устав города Севастополя[41], Закон города Севастополя от 30 декабря 2014 года № 102-ЗС «О местном самоуправлении в городе Севастополе»[42]. Всего в Севастополе образовано 9 внутригородских муниципальных образований единого типа — муниципальный округ, а также 1 город[43].

## Города федерального значения
Ниже приводится перечень городов федерального значения Российской Федерации по состоянию на 2022 год.
| Города федерального значения Российской Федерации |             |                                             |               |             |
| \| № \| Флаг \| Субъект Федерации \| Площадь (км²) \| Население \| \| - \| ---- \| ------------------------------------------- \| --------------- \| --------------- \| \| 1 \| \| Город федерального значения Москва \| 2 561,5 \| ↗13 149 803[44] \| \| 2 \| \| Город федерального значения Санкт-Петербург \| 1 439,0 \| ↘5 597 763[44] \| \| 3 \| \| Город федерального значения Севастополь[c] \| 864[45][46][47] \| ↗561 374[44] \| \| \| \| Итого \| 4 864,5 \| 19 308 940 \| |             |                                             |               |             |
| № | Флаг        | Субъект Федерации                           | Площадь (км²) | Население   |
| 1 | Москва      | Город федерального значения Москва          | 2 561,5       | ↗13 149 803 |
| 2 |             | Город федерального значения Санкт-Петербург | 1 439,0       | ↘5 597 763  |
| 3 | Севастополь | Город федерального значения Севастополь     | 864           | ↗561 374    |
| |             | Итого                                       | 4 864,5       | 19 308 940  |

## Финансы и бюджет
Традиционные города федерального значения РФ (Москва и Санкт-Петербург) отличаются высокопрофицитным бюджетом и низким уровнем трансфертов из федерального бюджета или в просторечии «регионами-донорами» (в Москве их доля в 2012—2014 годах колебалась в пределах 2—5 % всего бюджета, в Санкт-Петербурге составляла около 7 %). К примеру, бюджет Москвы в 2008 году был в своей расходной части больше бюджета всей Украины на 14 %, хотя население столицы тогда было в 4,5 раза меньше украинского. При этом если в бюджете Украины основными расходными частями были чистые затраты бюджетникам, то в московском основная доля приходилась и приходится на инвестиции, в первую очередь в улучшение городской инфраструктуры.
Севастополь, как город федерального значения, характеризуется своеобразной бюджетно-финансовой обстановкой. Здесь высока доля федеральных трансфертов (70 % бюджета), направленных в первую очередь на развитие социальной сферы (пенсии, пособия, зарплаты бюджетникам и проч.). Однако из-за относительно небольшого населения, все эти средства не удаётся сразу освоить и в городе, как и в Республике Крым, формируется профицит бюджета. В результате, средний объём расходов на душу населения РФ является одним из самых высоких в стране, а бюджет города превышает бюджеты некоторых областей. Тем не менее, такую политику отчасти оправдывает взрывной рост населения Севастополя, темпы роста числа жителей которого многократно превышают среднероссийские показатели, в основном за счёт массовой иммиграции с Украины, формирующей до половины ежегодного прироста его населения после 2014 года.

### Комментарии
1. ↑  За исключением Татарстана и Чечено-Ингушетии.
2. ↑  В 1995 году указ об отнесении Ленинска к категории городов республиканского подчинения был отменён[18], в Казахстане по состоянию на 2006 год город Байконур не имеет статуса города республиканского подчинения[19].
3. ↑  Государственная принадлежность территории Севастополя является предметом разногласий между Россией, контролирующей спорную территорию, и Украиной, территорией которой он признаётся большинством государств — членов ООН. Согласно административному делению Украины, Севастополь является регионом Украины — городом со специальным статусом.